# Primera Liga de Letonia
La Primera Liga de Letonia (en letón: Latvijas Pirmā līga, 1. līga) es la segunda división de fútbol de Letonia y está organizada por la Federación Letona de Fútbol. La liga también se conoce como Komanda.lv 1. līga por razones de patrocinio, luego de que la tienda de artículos deportivos Komanda.lv se convirtiera en el patrocinador principal de la liga en 2015. De 2007 a 2008, el torneo era conocido como Traffic 1. līga, debido al patrocinio de Traffic auto advert.

## Equipos de la temporada 2025
- Rēzeknes FA/BJSS (Rēzekne)
- Mārupes SC (Mārupe)
- Ogre United (Ogre)
- JDFS Alberts (Riga)
- Leevon PPK (Riga)
- FK Smiltene/BJSS (Smiltene)
- Skanstes SK (Riga)
- AFA Olaine (Olaine)
- JFK Ventspils (Ventspils)
- Riga FC-2 (Riga)
- FK RFS-2 (Riga)
- Augšdaugavas NSS (Ilūkste)
- FK Tukums 2000-2 (Tukums)
- Riga Mariners (Riga)

## Sistema de competición
La liga está conformada por catorce equipos. Durante el transcurso de la temporada, cada club juega contra otro dos veces, con un total de veintiséis partidos. Al final de la temporada, el club mejor clasificado asciende automáticamente a la Virslīga, mientras que el segundo deberá disputar un play-off contra el segundo peor ubicado en la Virslīga por una plaza para la misma en la siguiente temporada. Los dos equipos peor ubicados en la tabla descienden automáticamente a la Segunda Liga, mientras que el que finalice en el puesto 12, deberá disputar un play-off contra un equipo de la Segunda Liga para evitar el descenso.

## Historial
| Temporada | Campeón                                           | Subcampeón                                        |
| --------- | ------------------------------------------------- | ------------------------------------------------- |
| 1992      | Decemviri Rīga                                    | Zenta Rīga                                        |
| 1993      | Gemma-RFS                                         | Baltnet Daugavpils                                |
| 1994      | FK Kvadrāts                                       | Starts Brocēni                                    |
| 1995      | FK Jūrnieks                                       | FK Lokomotīve Daugavpils                          |
| 1996      | Vecrīga Rīga                                      | FK Valmiera                                       |
| 1997      | Ranto/AVV:                                        | FK Jūrnieks                                       |
| 1998      | PFK Rīga                                          | Jaunība Daugavpils                                |
| 1999      | LU-Daugava                                        | LBB-Mido                                          |
| 2000      | Zibens-Zemessardze Daugavpils                     | Skonto/Metāls Rīga                                |
| 2001      | FK Auda                                           | RKB-Arma Rīga                                     |
| 2002      | RKB-Arma Rīga                                     | Ditton Daugavpils                                 |
| 2003      | FK Jūrmala                                        | Multibanka Rīga                                   |
| 2004      | FK Ventspils-2                                    | Ditton-2 Daugavpils                               |
| 2005      | Skonto-2 Rīga                                     | FK Ventspils-2                                    |
| 2006      | JFK Olimps Rīga                                   | Ditton-2 Daugavpils                               |
| 2007      | FK Vindava Ventspils                              | FK Blāzma Rēzekne                                 |
| 2008      | FK Daugava                                        | FC Tranzīts                                       |
| 2009      | FK Jelgava                                        | FK Jaunība Rīga                                   |
| 2010      | FB Gulbene                                        | FC Jūrmala                                        |
| 2011      | FS METTA/LU                                       | FK Liepājas Metalurgs-2                           |
| 2012      | FK Liepājas Metalurgs-2                           | Ilūkstes NSS                                      |
| 2013      | BFC Daugavpils                                    | FB Gulbene                                        |
| 2014      | FB Gulbene                                        | Rēzeknes BJSS                                     |
| 2015      | Caramba/Dinamo                                    | Valmiera Glass FK/BSS                             |
| 2016      | SK Babīte                                         | Olaine/Super Nova                                 |
| 2017      | Valmiera Glass VIA                                | FK Progress/AFA Olaine                            |
| 2018      | BFC Daugavpils/Progress                           | SK Super Nova                                     |
| 2019      | FK Tukums 2000/TSS                                | SK Super Nova                                     |
| 2020      | Campeonato suspendido por la pandemia de COVID-19 | Campeonato suspendido por la pandemia de COVID-19 |
| 2021      | FK Auda                                           | FK Tukums 2000                                    |
| 2022      | FK Jelgava                                        | Grobiņas SC                                       |
| 2023      | Grobiņas SC                                       | Riga FC-2                                         |
| 2024      | SK Super Nova                                     | Rigas FS-2                                        |